# Enneapterygius hollemani
Enneapterygius hollemani är en fiskart som beskrevs av Randall, 1995. Enneapterygius hollemani ingår i släktet Enneapterygius och familjen Tripterygiidae. Inga underarter finns listade i Catalogue of Life.